# Ян Черський
Ян Черський (біл. Ян Чэрскі, рос. Иван Дементьевич Черский; 15 травня 1845 — 7 липня 1892, низовина річки Колима) — білоруській геолог, палеонтолог і географ, дослідник Сибіру, учасник повстання Кастуся Калиновського.

## Національність
Існує кілька поглядів на національну належність Івана Черського.

### Поляк
Дуже розповсюджена думка про польське походження Яна Черського. Про це свідчать такі авторитетні джерела, як Велика Радянська Енциклопедія, Великий енциклопедичний словник, деякі іноземні видання. При цьому різні джерела часто суперечать одне одному: вказують різні роки, дні народження, місце народження, ім'я по батькові. У жодному з наведених джерел немає фактів, що доводять польське походження Яна Черського.

### Білорус
Деякі дослідники, які займалися вивченням життя Яна Черського, аргументовано називають його білорусом за національністю. Так, В. А. Ярмоленко, ґрунтуючись на листах Черського, не тільки наводить свідчення того, що білоруська мова була для науковця рідною, але також пояснює, звідки з'явився стереотип про польське походження Черського:
|  | …Как ни странно, даже на страницах Большой Советской Энциклопедии уже в советское время все выдающиеся белорусы названы или «русский», или «великий российский, поляк по национальности». Вот характерный пример: «Черский Иван Дементьевич (1845—1892), исследователь Восточной Сибири. По национальности поляк». Но ведь он родился на Витебщине в семье белорусских дворян, ни одного труда своего на польском языке не написал, да и в самой Польше ни разу не был! Более того, оказавшись в сибирской ссылке (…), он пишет из Иркутска на родину сестре Михалине: «Я тут ужо абрусеў и стаў забывацца роднай беларускай мовы». И вдруг — «поляк по национальности». Как могла сложиться такая вопиющая несправедливость по отношению к белорусскому народу? Почему такое стало возможным? После восстания 1831 года русский царь Николай I запретил белорусский язык в Западных губерниях и закрыл единственный в Беларуси Виленский университет. Огромную ошибку допустили Брокгауз и Ефрон, которые в «Энциклопедическом словаре» (1890—1907) всех знаменитых белорусов назвали поляками. Их «материалы» автоматически перешли в советские энциклопедии. |

Білоруське походження Черського підтверджується і його родоводом, який сягає XVIII століття.
Його висвітлював дослідник В. Пашкевич:
|  | «В документах Витебского дворянского депутатского собрания удалось найти сведения о роде Черских, начиная с XVIII столетия. Первым упоминается дворянин Христофор Черский (прапрадед Яна Черского). Сын Христофора — Франц в 1792 году был введён во владение имением Сволна (Шипиловщина) с крестьянами. Дед нашего известного исследователя Иван с 1788 по 1797 годы служил заседателем в Дрисенском земском суде. В 1794 году постановлением Полоцкого дворянского депутатского собрания он был признан в дворянстве и внесён в первую часть родословной книги. Сын Ивана Доминик был депутатом «Витебского дворянского собрания». |

Ґрунтовно дослідив життя та наукову діяльність Яна Черського кандидат географічних наук, доцент П. А. Лярський. У своїй статті він називає Черського «чистокровним білорусом» та «видатним білорусом».
Білорусом називає Черського і Н. Сосновська, колишня директорка музею імені Яна Черського у селі Волинці Верхньодзвінського району, поблизу від місця народження вченого. На місці тепер зруйнованого маєтку Свольня встановлена пам'ятна дошка, у тексті якої Ян Черський названий «видатним сином землі білоруської».
Є також низка опублікованих у ЗМІ статей, присвячених ученому, як, наприклад, нарис Л. Рубльовської в газеті «Білорусь сьогодні» та нарис заступника декана географічного факультету БЛУ М. Брилевського у газеті «Туризм та відпочинок».

### Литовець
У деяких джерелах Яна Черського називають литовцем чи литвином. Є відомості про те, що Черський, народжений на Вітебщині, яка входила в ядро Великого Князівства Литовського, сам називав себе литовцем. Про це повідомляє І. Кузнєцов з посиланням на збірку біографій А. Богданова, яка була видана ще за життя Яна Черського. Пізніше вченого називали литовцем інші джерела, наприклад, словник Брокгауза і Єфрона.

1956 року був виданий нарис С. У. Обручева, у якому автор помилково називає Черського вже не литвином, а литовцем. Як сказав Б. С. Шостакович: 
|  | …бытующее заблуждение, выражающееся в отожествлении термина «литвин» с этноназванием «литовец», достаточно характерно даже для современных ученых, не являющихся прямыми специалистами в гуманитарно-исторической области. |

Також необхідно зазначити, що у відомих джерелах, які називають Черського литовцем, немає жодних аргументів, що доводять литовське коріння вченого. Немає ні свідчень того, що Черський користувався литовською мовою, ні свідчень його друзів з литовських земель, ні іншого. Жодних досліджень, присвячених цьому питанню, у вільному доступі не опубліковано

## Юність
Відомості про життя Яна Черського на батьківщині досить бідні та неповні.
Майбутній науковець народився 3 травня 1845 року, при хрещенні отримав ім'я Станіслава Франциска. У десятирічному віці втратив батька. Як свідчить Бенедикт Дибовський, вихованням Яна та його старшої сестри Міхаліни займалася матір. Вона дала Янові домашню освіту, але переймалася насамперед «салонним» вихованням — танцями, французькою мовою і тому подібне. За свідченнями В. Ярмоленка, перед вступом у Вільнюську гімназію Черський володів чотирма іноземними мовами — французькою, німецькою, англійською та латиною, а за інформацією Національної Бібліотеки Білорусі, він також грав на фортепіано та добре малював. З 1860 року Черський продовжує навчання у Шляхетському інституті у Вільнюсі.

## Участь у повстанні
Ще менше свідчень зберіглося про повстанську діяльність Яна Черського. Л. Рубльовська вказує, що Черський перебував у партизанському загоні, яким керував сам Кастусь Калиновський. У загоні Черський перебував приблизно чотири тижні, а потім був захоплений у полон. Вітебським військово-польовим судом він був засуджений на безстрокову рекрутську службу в Сибіру з конфіскацією майна та позбавленням шляхетського звання.

## Вигнання
В. Ярмоленко повідомляє, що за рішенням трибуналу Черський повинен був служити у Благовіщинську, в Амурському лінійному батальйоні. Але, проходячи етапом через Тобольськ, Ян зміг відкупитися від подальшого переходу хабарем у розмірі п'яти золотих монет, які заховав «на чорний день». Його направили служити в Омськ, у Західносибірський лінійний батальйон.
На шляху до Омська, Черський познайомився з відомим природознавцем А. Л. Чоконівським, який зацікавив Черського вивченням природи та збором різних колекцій. Завдяки хорошій освіті Черський дуже швидко був переведений на офіцерському зібранні у чин денщика. Багато часу він проводив у бібліотеці, знайомиться з видатними географами Г. Н. Патаніним, А. Ф. Мідендорфом, збирає багату колекцію викопних раковин.
Б. Дибовський докладно розповів про спроби Черського та інших вигнанців отримати дозвіл на повернення на батьківщину. Після того як йому відмовили, Черський спробував отримати дозвіл на вступ до Казанського університету, але знову отримує відмову. 1869 року, у зв'язку з погіршенням стану здоров'я, Черський перевівся зі служби у стан поселенця та ще два роки прожив у Омську, займаючись репетиторством. 1871 року, завдяки підтримці Мідендорфа, він отримав запрошення працювати в Іркутську, у Східно-Сибірському відділі Російського географічного товариства.

## Наукова діяльність
Досліджував околиці Омська, вивчав будову берегів Байкалу, склав першу геологічну карту його узбережжя, досліджував басейни річок Селенга та Нижня Тунгуска.
У 1876—1878 рр. вивчав Саяни, Присаяння та Приангар'я; у 1877—1880 рр. геологічний склад берегів Баукалу; 1881—1882 рр. досліджував басейни річок Селенга та Нижня Тунгуска. Висунув ідею еволюційного розвитку рельєфу (1878 р.), запропонував одну з перших палеотектонічних схем внутрішніх районів Сибіру, розвинуту Е. Зюссом у роботі «Обличчя Землі».
1885 року був амністований і за запрошенням Петербурзької Академії Наук переїхав у Санкт-Петербург, по дорозі зробив маршрутне геологічне дослідження поштового тракту від Іркутська до Уралу.
У 1891—1892 рр. досліджував басейни Колими та Індигірки. У експедиції помер, похований у поселені Колимському коло гирла річки Амалон.
Нагороджений трьома золотими медалями Російського географічного товариства.

## Вшанування пам'яті
1995 року в Білорусі була випущена поштова марка, присвячена Янові Черському.
Ім'я Черського вшановане в багатьох географічних назвах:
- поселення Черське — Республіка Саха; (Якутія)
- Хребет Черського — гірська система у Східному Сибіру;
- Хребет Черського — гірський хребет у Забайкаллі;
- Пік Черського у Прибалтиці;
- Гора Черського — найвища точка Байкальського хребта;
- Камінь Черського — гірська вершина в Іркутській області РФ;
- Іменем Черського названі вулиці в Білорусі — у Верхньодвінську, Росії — в Москві, Іркутську, поселеннях Зиранка Республіки Саха (Якутія), Колимське Магаданської області, Польщі — Глівіцах, Мальбарку та Зеленій Гурі, Литві — у Вільнюсі, Україні — в Кривому Розі.

Іменем Черського також названі:
- краєзнавчий музей у селі Волинці Вітебської області;
- Іркутське товариство білоруської культури імені Яна Черського.